# Партия Патриотов

Флаг используемый партией между 1832 и 1838 годами

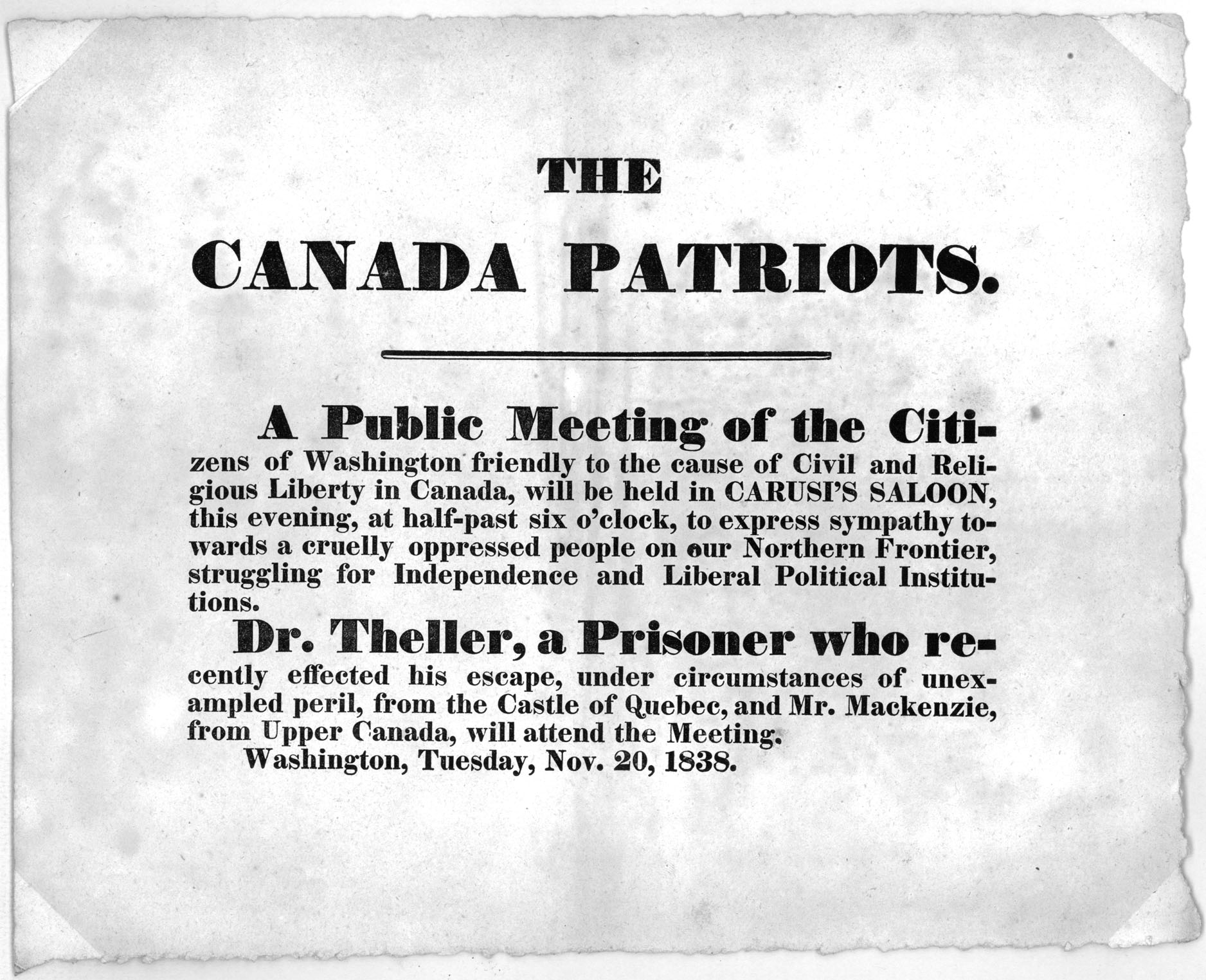
Canadian patriot support pamphlet

Движение Патриотов — политическое движение, организованное в Нижней Канаде (современный Квебек) в начале XIX века. Движение было реакцией против колониального контроля правительства в Нижней Канаде и националистической реакции против британского присутствия и доминирования над бывшей территорией Франции. Движение было вдохновлено американской революцией, а также политической философией классического либерализма. Среди её ведущих деятелей были: Франсуа Бланше, Пьер-Станислас, Джон Нейлсон, Жан-Томас Ташеро, Джеймс Стюарт, Даниэль Трейси, Эндрю Стюарт, Роберт Нельсон, Франсуа Жальбер, Луи-Жозеф Папино и другие. Движение издавало газеты в Монреале: Vindicator, Le Canadien и La Minerve.
Движения требовало демократических реформ таких, как избрание Законодательного совета. Позднее движение Патриотов стало более радикальным и стало прямо призывать к независимости Нижней Канады.